# 福岡市立月隈小学校
福岡市立月隈小学校（ふくおかしりつ つきぐましょうがっこう）は、福岡県福岡市博多区月隈にある小学校。

## 所在地
- 福岡県福岡市博多区月隈3-30-1

## 沿革
- 1874年 - 立花寺小学校・月隈小学校創立。
- 1884年 - 上月隈小学校として両校を統合。
- 1933年3月31日 - 福岡市に合併。
- 1934年4月1日 - 福岡市立月隈尋常小学校と改称
- 1941年4月1日 - 福岡市立月隈国民学校と改称。
- 1947年4月1日 - 福岡市立月隈小学校と改称。
- 1952年10月8日 - 飛行場拡張のため現在地に移転・改築。
- 1975年4月1日 - 東月隈小学校を分離。

## 学校周辺
- つきぐま幼稚園
- 月隈公園
- 下月隈公園
- 福岡空港
- 福岡県道24号福岡東環状線
- 福岡県道574号水城下臼井線